# Sveti Đorđe

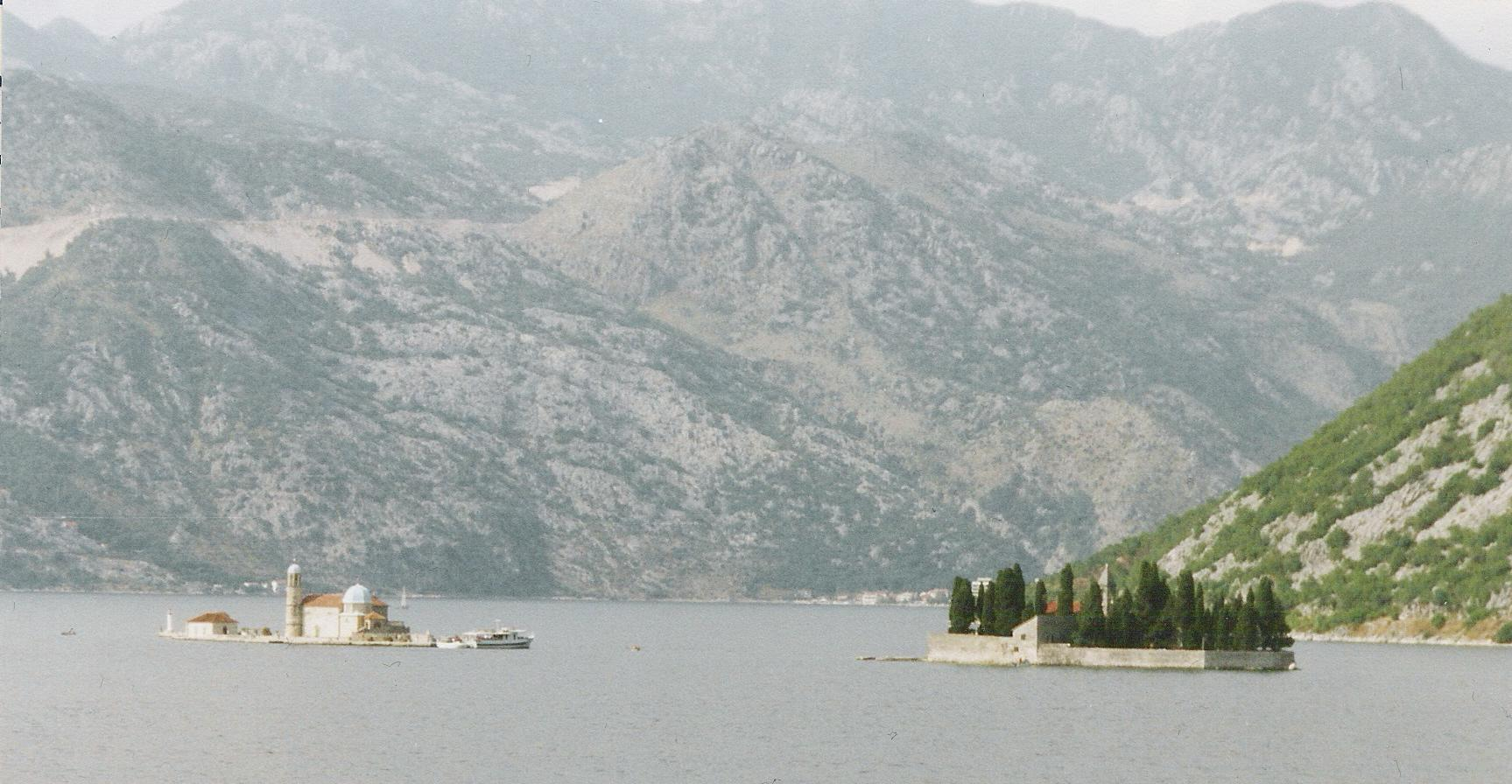
Zicht op Gospa od Škrpjela (Onze Vrouwe van de Rotsen) (links) en Sveti Đorđe (rechts)

Sveti Đorđe (Nederlands: Sint-Joris) is een (natuurlijk) eiland in de Baai van Kotor, in Montenegro. Het is een van de twee eilanden bij de kust van Perast, het andere is het kunstmatige eiland Gospa od Škrpjela.

Op het eiland staat onder andere het 12e-eeuwse Benedictijnse klooster, en de begraafplaats voor de adel uit Perast, en de rest van de Baai van Kotor.